# 名古屋市立瑞穂小学校
名古屋市立瑞穂小学校（なごやしりつ みずほしょうがっこう）は、愛知県名古屋市瑞穂区牧町にある公立小学校。

## 沿革
- 1873年（明治6年）10月7日 - 第24番小学井出学校として龍泉寺に開校する
- 1876年（明治9年） - 第24番小学瑞穂学校と改称。
- 1882年（明治15年） - 愛知郡第55小学区瑞穂学校と改称。
- 1887年（明治20年） - 愛知郡第25学区尋常小学校瑞穂学校と改称。
- 1892年（明治25年） - 愛知郡第25学区瑞穂尋常小学校と改称。
- 1897年（明治30年） - 現在地に校舎竣工。
- 1907年（明治40年） - 高等科を併置し、愛知郡瑞穂尋常高等小学校と改称。
- 1915年（大正4年） - 弥富尋常小学校が独立。
- 1921年（大正10年）8月22日 - 愛知郡が名古屋市に編入された為、名古屋市瑞穂尋常小学校と改称（当時は南区に所在）。
- 1927年（昭和2年） - 高田尋常小学校が独立。
- 1928年（昭和3年） - 校舎の増改築が終了。
- 1931年（昭和6年） - 御剣尋常小学校が独立。
- 1935年（昭和10年） - 堀田尋常小学校が独立。
- 1937年（昭和12年）10月1日 - 分区により、所在地が昭和区となる。
- 1939年（昭和14年） - 初めての校歌が作られる。同年、汐路尋常小学校が独立。
- 1940年（昭和15年） - 全市に先がけて給食施設が完成する。
- 1941年（昭和16年）4月1日 - 国民学校令により、名古屋市立瑞穂国民学校と改称。
- 1944年（昭和19年）2月11日 - 分区により、所在地が瑞穂区となる。
- 1945年（昭和20年） - 空襲により、校舎が全焼する（岐阜県へ集団疎開）。
- 1947年（昭和22年）4月1日 - 六・三制実施により、名古屋市立瑞穂小学校と改称。同年、校舎・校地の改築・拡張工事が始まる。
- 1953年（昭和28年） - 豊岡小学校が独立。
- 1954年（昭和29年） - 新校舎完成。
- 1955年（昭和30年） - 創立80周年記念式典挙行。同年、鉄筋2・3階建て校舎が竣工。
- 1957年（昭和32年） - 知的障害特殊学級（みどり学級）を開設。
- 1959年（昭和34年）9月26日 - 伊勢湾台風により大きな被害を受ける。
- 1960年（昭和35年） - 学校の南に信号機ができる（津賀田中学校が開校する）。
- 1961年（昭和36年） - 運動場開放が始まる。
- 1963年（昭和38年） - 創立90周年記念式典挙行。
- 1967年（昭和42年） - 歩道橋ができる。
- 1973年（昭和48年） - 創立100周年記念式典挙行。
- 1983年（昭和58年） - 創立110周年記念式典挙行。
- 1984年（昭和59年） - 公害（大気汚染）改造工事が行われる。
- 1986年（昭和61年） - 体育館が改築される。
- 1987年（昭和62年） - 運動場が改修される。
- 1990年（平成2年） - コンピュータ室が完成する。
- 1991年（平成3年） - ジャブジャブ池が完成する。
- 1992年（平成4年） - 創立120周年記念式典挙行。
- 1993年（平成5年） - 西校舎屋上環境整備。
- 2003年（平成15年） - 情緒障害特別支援学級（いずみ学級）新設。
- 2004年（平成16年） - 耐震工事（職員室・給食調理所・コンピュータ室・多目的室・西校舎階段壁面）。
- 2005年（平成17年） - トワイライトルーム工事。
- 2006年（平成18年） - 西校舎南側耐震改修工事。
- 2007年（平成19年） - 西校舎2階図工室、2階普通教室床張替え工事。
- 2008年（平成20年） - プール内補修工事、肢体不自由児童用トイレ設置（西校舎2階）、車椅子対応児童トイレ設置（西校舎1階）。
- 2009年（平成21年） - 西校舎中央土間スロープ設置、体育館スロープ設置、北校舎東土間スロープ設置。
- 2010年（平成22年） - 肢体不自由特別支援学級（ひかり学級）新設。
- 2011年（平成23年） - 西校舎廊下の平面化。
- 2012年（平成24年） - エレベーター（西校舎）及び多目的トイレ（西校舎1階）設置。
- 2013年（平成25年） - 大規模改造工事でプレハブ校舎を建てるため、運動場の発掘調査が行われる。西校舎北側の大規模改修工事。

## 交通
- 名古屋市営地下鉄桜通線瑞穂運動場西駅 4番出口から徒歩480m・約8分。
- 名古屋市営バス「金山15」・「神宮11」・「瑞穂巡回」の各系統で、「豊岡通」バス停下車 徒歩175m・約2分。